# Galaxy 17
Galaxy 17 ist ein kommerzieller Kommunikationssatellit des Satellitenbetreibers Intelsat aus der Galaxy-Flotte.

## Technische Daten
Im Jahr 2004 bestellte der Satellitenbetreiber PanAmSat bei Alcatel Alenia Space einen neuen Kommunikationssatelliten für ihre Flotte. Damit war Galaxy 17 der erste vollständig in Europa gebaute Satellit der PanAmSat. Alcatel Alenia baute ihn auf Basis ihres Spacebus-3000-Satellitenbusses. Er besitzt Ku-Band- sowie C-Band-Transponder, eine geplante Lebensdauer von 15 Jahren und wird durch zwei Solarmodule und Batterien mit Strom versorgt. Des Weiteren ist er dreiachsenstabilisiert und wiegt ca. 4,1 Tonnen.

## Missionsverlauf
Galaxy 17 wurde am 4. Mai 2007 auf einer Ariane-5-Trägerrakete vom Raumfahrtzentrum Guayana zusammen mit Astra 1L in eine geostationäre Transferbahn gebracht. Von dort erreichte er seine geosynchrone Umlaufbahn durch Zünden seines eigenen Motors.
Am 7. Juli 2007 erreichte er seine geostationäre Position bei 74° West, wo er SBS-6 ablöste, und nahm seinen Betrieb auf. Im Juli 2008 wurde er nach 91° West verschoben, da der neu gestartete Horizons 2 die Position bei 74° West übernahm. Ursprünglich sollte Horizons 2 SBS-6 ablösen, jedoch konnte dies auf Grund von Verzögerungen bei der Reparatur der Sea-Launch-Plattform nicht erreicht werden.
Im Juni 2006 übernahm Intelsat PanSamSat mitsamt allen Satelliten, weswegen Galaxy von dort an von Intelsat betrieben wird.